# ENTJ

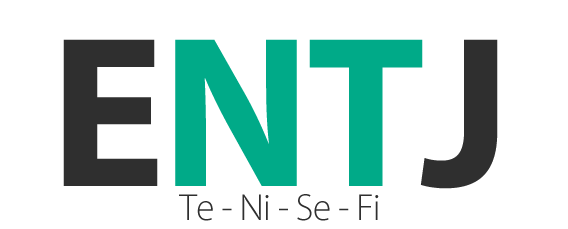
ENTJ.

ENTJ (Extroversión, iNtuición, Racional (Thinking),Juzgador (Judging)) es un acrónimo utilizado en el Indicador de Tipo de Myers-Briggs (MBTI) para referirse a uno de los dieciséis tipos de personalidad. La metodología de evaluación MBTI fue desarrollada a partir de los trabajos del eminente psiquiatra Carl G. Jung en su obra Tipos psicológicos, en la que propuso una tipología psicológica basada en sus teorías de funciones cognitivas.
A partir del trabajo de Jung, otros investigadores continuaron con el desarrollo de tipologías psicológicas. Entre los tests de personalidad más difundidos se encuentran el test MBTI desarrollado por Isabel Briggs Myers y Katharine Cook Briggs, y el Keirsey Temperament Sorter, desarrollado por David Keirsey. Keirsey se refiere a los ENTJ como los Comandantes, uno de los cuatro tipos pertenecientes al temperamento que Keirsey denomina Racional.
Aproximadamente el dos por ciento de la población posee un tipo ENTJ.

## La preferencia MBTI
- E - Extrovertido preferido sobre Introvertido
- N - Intuitivo preferido sobre Sensorial
- T - Racional (Thinking) preferido sobre Emocional
- J - Calificador (Judging) preferido sobre Perceptivo

## Características del tipo ENTJ
Los ENTJ poseen una tendencia natural hacia la dirección y el mando. La misma se puede expresar mediante la fineza y estilo de un líder mundial o con la insensibilidad de un líder de culto. Se precisa muy poco incentivo para que un ENTJ se dedique a preparar un plan. Cierto ENTJ lo expresaba de la siguiente forma... "Yo preparo estos planes triviales que no parecen importarle a nadie más, y luego me siento compelido a implementarlos." Aunque  "compelido" no sea un término que describa en general al grupo de los ENTJ, sin embargo la inclinación a planificar en forma creativa y llevar dichos planes a la realidad es un factor común de los tipos NJ. - Joe Butt, Universidad de Virginia

Los ENTJ se concentran en desarrollar la forma más eficiente y organizada de realizar una tarea. Esta característica, junto con su preferencia por los objetivos, a menudo resulta en que los  ENTJ sean grandes líderes, realistas a la vez que visionarios para implementar un plan de largo alcance. Los ENTJ tienden a ser muy independientes en sus tomas de decisiones, contando con una gran voluntad que los aísla de influencias externas. Por lo general son sumamente competentes; los ENTJ analizan y estructuran el mundo que los rodea de una manera lógica y racional. Debido a esta forma directa de pensamiento, los ENTJ tienden a tener la mayor dificultad de entre todos los tipos en aplicar consideraciones subjetivas y valores emocionales en el proceso de decisión.
A menudo los ENTJ se destacan en el mundo de los negocios. Ellos son decididos, pragmáticos, directivos, francos, seguros, expansivos, energéticos, carismáticos, equitativos, expresivos y no los afectan los conflictos o las críticas. Sin embargo, otras características pueden atenuar el impacto de sus fortalezas. A veces son discutidores, confrontativos, insensibles, intimidantes, y controladores. Pueden avasallar a otros con su energía, inteligencia, y deseo de ordenar el mundo que los rodea.
Tienden a ser muy hábiles en organización situacional, dirigiendo sus propias acciones y las de otros.  Su talento para desarrollar planes de contingencia es casi tan desarrollado como su capacidad para coordinar, decidir y ejecutar una estrategia.  Nacidos ingenieros, ellos desean dividir una idea o concepto en sus partes fundamentales, realizar un análisis intenso de las partes, y armar nuevamente la idea antes de dar su aprobación final.  Su deseo de asegurar de que un análisis es válido se extiende a su ámbito laboral, y muy a menudo buscan la opinión de otro individuo confiable tal como un INTP o un ENTP para pulir su comprensión de un dado tema, sin importar cuán seguros se sientan.
Los ENTJ tienden a cultivar su poder personal, y a menudo terminan haciéndose cargo de una situación que parece (por lo menos desde su punto de vista) estar fuera de control. Los ENTJ también son "buscadores de sabiduría", esforzándose por aprender cosas nuevas, lo que les permite convertirse en buenos resolvedores de problemas. Algunas personas los consideran indiferentes y duros de corazón, dado que los ENTJ parecen tener un modo algo duro para lidiar con temas relacionados con las emociones o temas personales. En situaciones que requieren considerar emociones y calificaciones de valor, los ENTJ harían bien en buscar el consejo de alguien con un tipo Emocional que sea de su confianza.
Según David Keirsey, y basándose en observaciones de su comportamiento algunos ENTJ famosos son Napoleón Bonaparte, Margaret Thatcher, Golda Meir, y Bill Gates.

## Funciones cognitivas
- Dominante Racionalización Extrovertida (Te)
- Auxiliar Intuición Introvertida (Ni)
- Terciaria Sensorialidad Extrovertida (Se)
- Inferior Emoción Introvertida (Fi)